# Aegialiidae
Famille
Aegialiidae est une famille d'insectes de l'ordre des coléoptères.

## Genres rencontrés en Europe
- Aegialia Latreille, 1807
- Eremazus Mulsant, 1851
- Psammoporus Thomson, 1863
- Rhysothorax Bedel, 1911

## Liste des genres
Selon Catalogue of Life (27 août 2014) :
- genre Aegialia
- genre Amerisaprus
- genre Argeremazus
- genre Caelius
- genre Eremazus
- genre Micraegialia
- genre Mimaegialia
- genre Rhysothorax
- genre Saprus
- genre Silluvia